# Carl Jacob Löwig
 Carl Jacob Löwig (17 mars 1803 – 27 mars 1890) est un chimiste allemand qui découvre le brome indépendamment du chimiste français Antoine-Jérôme Balard.

## Biographie
Il obtient son doctorat à l'université de Heidelberg sous la direction de Leopold Gmelin. Lors de ses recherches sur les sels minéraux, il découvre en 1825 le brome, un gaz brun se dégageant après que le minéral ait été traité avec du chlore,,
Après avoir travaillé à l'université de Heidelberg et l'université de Zurich, il succède à Robert Wilhelm Bunsen à l'université de Breslau. Il y vivra et travaillera jusqu'à sa mort en 1890.